# Pochazia
Pochazia är ett släkte av insekter. Pochazia ingår i familjen Ricaniidae.

## Dottertaxa tillPochazia, i alfabetisk ordning[1]
- Pochazia albomaculata
- Pochazia angulata
- Pochazia antica
- Pochazia antigone
- Pochazia atkinsoni
- Pochazia aurulenta
- Pochazia barbara
- Pochazia biperforata
- Pochazia confusa
- Pochazia convergens
- Pochazia crocata
- Pochazia discreta
- Pochazia dohrni
- Pochazia emarginata
- Pochazia facialis
- Pochazia fasciata
- Pochazia fasciatifrons
- Pochazia formosana
- Pochazia fumata
- Pochazia funebris
- Pochazia funerea
- Pochazia gradiens
- Pochazia guttifera
- Pochazia inclyta
- Pochazia incompleta
- Pochazia interrupta
- Pochazia mamyona
- Pochazia marginalis
- Pochazia nigropunctata
- Pochazia papuana
- Pochazia pipera
- Pochazia quinqueplagiata
- Pochazia rufifrons
- Pochazia sinuata
- Pochazia subatomaria
- Pochazia subflava
- Pochazia transversa
- Pochazia triangularis
- Pochazia umbrata